# Чирки (Хабаровський район)
Чи́рки (рос. Чирки) — селище у складі Хабаровського району Хабаровського краю, Росія. Входить до складу Корфовського міського поселення.

## Населення
Населення — 105 осіб (2010; 91 у 2002).
Національний склад (станом на 2002 рік):
- росіяни — 95 %